# Стројна
Стројна (словен. Strojna) је насељено место у општини Равне на Корошкем, Корушка регија, Словенија.

## Историја
До територијалне реорганизације у Словенији била је у саставу старе општине Равне на Корошкем.

## Становништво
У попису становништва из 2011. године, Стројна је имала 111 становника.
| Број становника према пописима | Број становника према пописима | Број становника према пописима |
| ------------------------------ | ------------------------------ | ------------------------------ |
| 1991.                          | 2002                           | 2011                           |
| 128                            | 117                            | 111                            |